# Michael Zell
Michael Lars Åke Gustav Zell, född 7 september 1950 i Brännkyrka församling i Stockholm, är en svensk bankman.

## Biografi
Michael Zell blev civilekonom vid Handelshögskolan i Stockholm 1975 men har också gått Harvard Business School. Han utbildades till reservofficer i flottan med examen från Kungliga Sjökrigsskolan 1971. Den militära tjänstgöringen skedde huvudsakligen inom ubåtsvapnet och han uppnådde örlogskaptens grad.
Efter anställning på Rederi AB Nordstjernan (Johnson Group) 1975–1978 har Zell verkat inom Svenska Handelsbanken. Efter anställning vid Centrala Kreditavdelningen följde ett antal befattningar som kontorschef i Stockholm samt New York. Han har varit VD för Handelsbanken Finans, Stadshypotek samt Handelsbanken Liv och SPP. Han innehade flera vice verkställande direktörsbefattningar, främst som chef för regionbankerna Västra Sverige respektive Mellansverige (även kallad Stor-Stockholm). Åren 2008–2012 fram till sin pensionering var han chef för bankens verksamhet i Kina med placering i Hongkong. Därifrån flyttade han till Estoril i Portugal, och var bland annat verksam i Svensk-portugisiska handelskammarens styrelse. Han är nu bosatt i Sverige. 
År 2012 utsågs Zell av regeringen till ordförande i Svenska Skeppshypotekskassan med säte i Göteborg. År 2022-25 satt han i styrelsen för det på Nasdaq First North noterade Uppsala-baserade life science-bolaget Dicot AB.
Zell har tidigare varit ordförande för den navalakademiska föreningen SjöHOLM, Svenska flottans reservofficersförbund samt Sveriges reservofficersförbund. År 1988 invaldes han i Kungl. Örlogsmannasällskapet och var även dess ordförande 2014–2018. Efter hemkomsten från New York 1991 tog han initiativ till att grunda Amerikanska handelskammaren i Sverige, AmCham, och var dess ordförande 1992–1996. År 2020 tilldelades han HM Konungens medalj i 12:e storleken för sina omfattande insatser.  
Sedan 1974 är Michael Zell ledamot i Sällskapet och valdes till dess ordförande 2023. Samma år blev han president i den anrika Cigarrklubben Gustav V, med sitt namn efter HM Pansarskepp Gustaf V. Bland andra ideella sammanslutningar där Zell även suttit i resp styrelse eller direktion kan nämnas Stockholms Borgerskaps Enke- och Gubbhus samt Vasamuseets Vänner.  
Michael Zell är son till direktören Åke Zell och hans hustru Anita, född Nordin. Han är sedan 2014 gift med Margareta (Mita) Zell. Han har tre barn i ett tidigare äktenskap.

## Utmärkelser
- Hans Majestät Konungens medalj, 12:e storleken i Serafimerordens band (2020) för förtjänstfulla insatser inom svenskt akademiväsende.[3]
- Kungliga Örlogsmannasällskapets förtjänstmedalj i guld (2018)[4]